# Altes Rathaus (Potsdam)

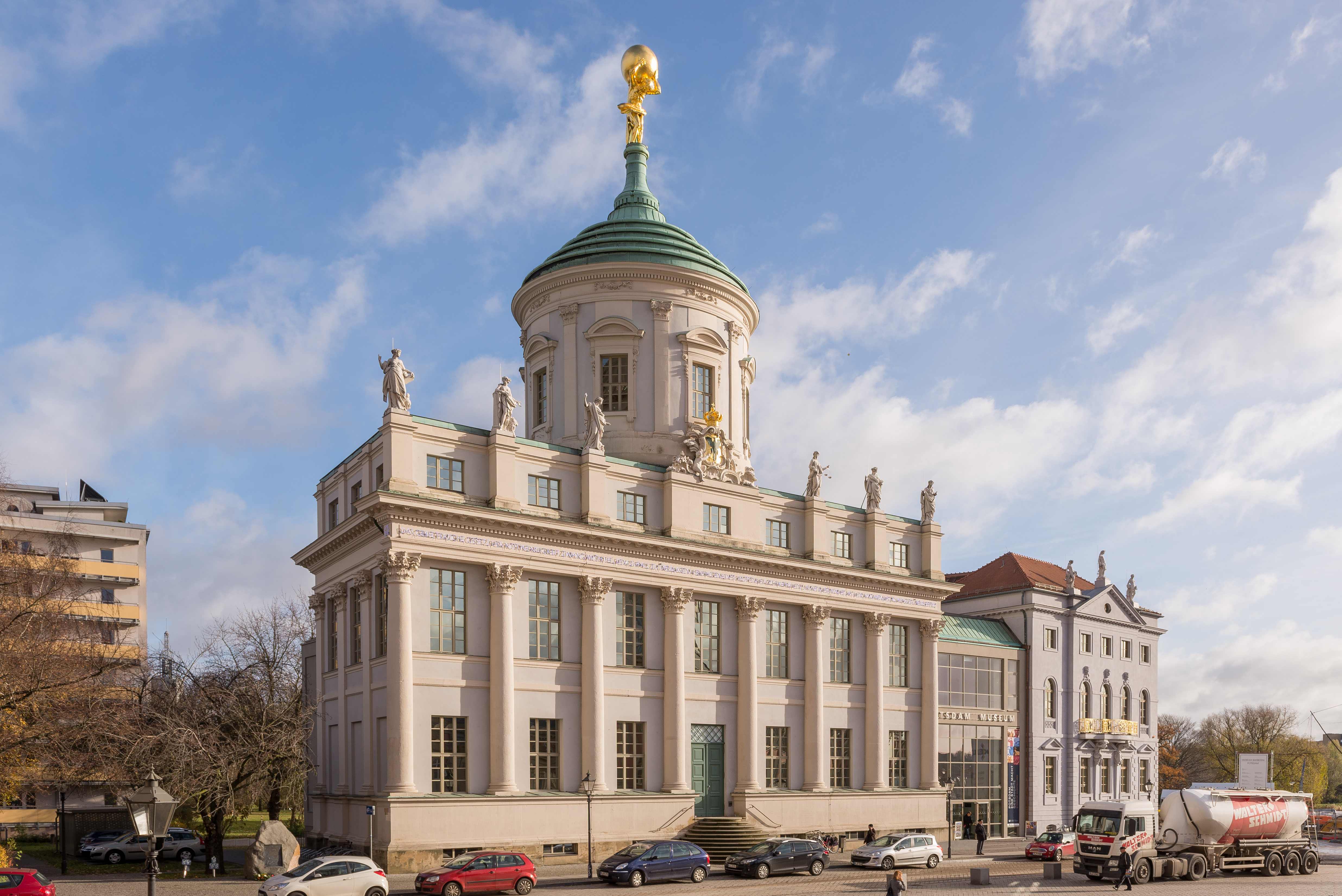
L'Altes Rathaus di Potsdam

L'Altes Rathaus, ossia il Vecchio Municipio, si trova in Alte Markt 9 a Potsdam, nelle immediate vicinanze della Chiesa di San Nicola, del Museo Barberini e dello Stadtschloss di Potsdam. Fu costruito tra il 1753 e il 1755 su idea e commissione di Federico il Grande, sulla base dei progetti dei capomastri Johann Boumann e Christian Ludwig Hildebrandt. Come per altri edifici di Potsdam, il modello fu l'architettura barocca italiana.
Fino al 1945, il Vecchio Municipio è stato utilizzato per l'amministrazione e la tesoreria della città; dopo i gravi danni subiti durante la Seconda Guerra Mondiale, è stato ricostruito come centro culturale. Dal 2012 vi ha sede il Museo di Potsdam.

## Storia

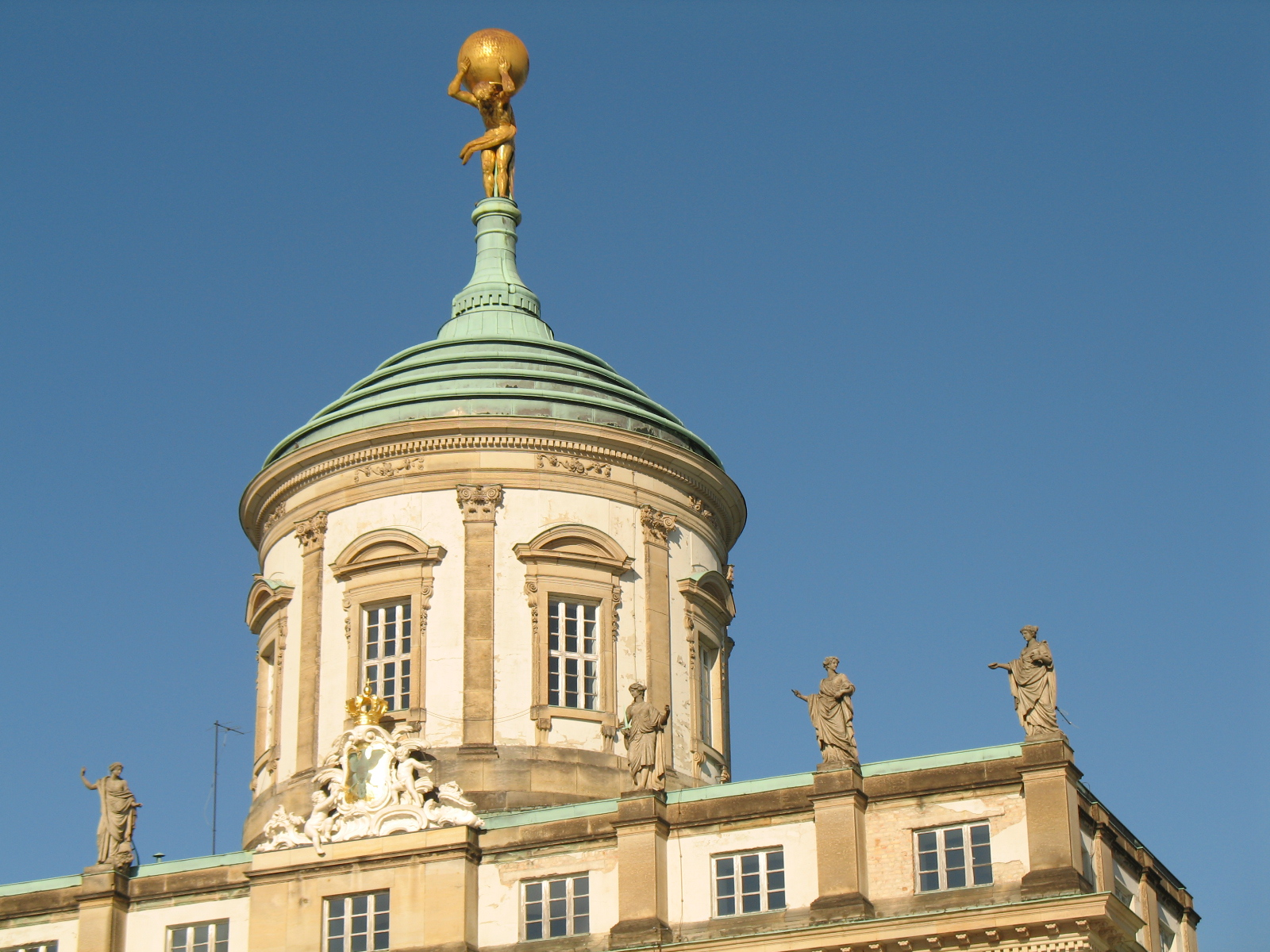
Particolare della cupola, con l'Atlante dorato

Ci sono testimonianze di un municipio presso l'Alter Markt di Potsdam che risalgono al Medioevo. Probabilmente si trovava al centro del mercato, che all'epoca si estendeva più a est.
Quasi duecento anni dopo, sotto Federico Guglielmo I, fu eretto un altro edificio sul sito del precedente municipio intorno al 1720/1722 sotto la direzione dell'architetto Peter de Gayette. Si sa che il municipio era un edificio a graticcio con una facciata massiccia e una torre in legno. In due ali laterali adiacenti a est si trovavano i banchi degli ambulanti affittati ai mercanti e le bilance per il controllo delle merci che arrivavano in città prima di essere messe in vendita sull'Alter Markt.
Nel corso della trasformazione di Potsdam in una città residenziale rappresentativa sotto Federico II, l'Alter Markt doveva essere trasformato in una "piazza romana". Dopo il completamento della ricostruzione del palazzo cittadino e l'inizio dei lavori per la nuova facciata del portale della chiesa di San Nicola, nel 1753 fu ordinato di costruire un nuovo quarto municipio sullo stesso sito. Furono incaricati i capomastri Johann Boumann e Christian Ludwig Hildebrandt. Boumann, che in seguito divenne direttore dei lavori a Berlino e Potsdam, aveva svolto un ruolo decisivo nel Holländisches Viertel di Potsdam.
Come per molti edifici dell'epoca, il modello dell'edificio proveniva dall'Italia. Un progetto incompiuto del capomastro rinascimentale Andrea Palladio per il Palazzo Angarano di Vicenza  fu utilizzato in forma leggermente modificata per la struttura.
Nell'asse centrale delle due colonne centrali si trova l'ingresso con una scalinata antistante, nonché lo stemma della città sorretto da putti in un grande cartiglio. La decorazione scultorea fu realizzata nel 1753 da Gottlieb Heymüller. Al di sopra del tetto piano si erge l'alto deambulatorio a cupola con otto grandi finestre, diviso da lesene corinzie e sormontato da una cupola a gradini rivestita in rame. L'influenza neoclassica dell'architetto olandese Philips Vingboons è visibile nell'uso delle colonne, nell'attico fenestrato e nella cupola rotonda. La cupola era originariamente coronata da una figura di Atlante in piombo di Benjamin Giese del 1754.
La figura pesava circa 120 libbre e cadde in strada nel 1776. Il ramaio di Potsdam Friedrich Jury e Johann Christoph Wohler furono incaricati di creare una figura in rame al suo posto, che pesava solo 12 libbre e fu nuovamente dorata.
Durante la seconda guerra mondiale, il raid aereo britannico su Potsdam, la sera del 14 aprile 1945, causò solo lievi danni all'Altes Rathaus. 
Dopo la guerra, inizialmente mancavano i fondi per ricostruire l'insieme dell'edificio, per cui i lavori di ristrutturazione iniziarono solo nel 1960. Solo le facciate e la scala con la cupola erano in condizioni di essere ricostruite, mentre le parti restanti in rovina, soprattutto sul lato posteriore dell'edificio, furono rimosse.